# Antiche arie e danze per liuto (seconda suite)
Antiche arie e danze per liuto sono una raccolta di libere trascrizioni da brani per liuto dal XVI e XVII secolo composte da Ottorino Respighi in tre suites orchestrali, negli anni: 1917 la Prima suite, nel 1923 la Seconda suite, nel 1931 la Terza suite, raccolte e riordinate da Elsa Respighi nel (1937).

## Seconda suite
La Seconda Suite (1923) divisa in 4 movimenti, vede l'impiego di un'orchestra più grande, a cui Respighi aggiunge anche clarinetti e celesta. Anche qui c'è un Balletto all'inizio, come nella Prima suite, che questa volta si articola in una introduzione e tre piccoli movomenti di danza, il modello è una composizione di Fabrizio Caroso: Laura soave, Balletto con gagliarda, saltarello e canario. Respighi non si rifà solo a musicisti italiani: Jean-Baptiste Besard ( circa 1567-1625), maestro di liuto francese, il cui nome ritornerà nella Terza suite, è l'autore originario della Danza rustica qui trascritta. Una melodia sostenuta di un compositore sconosciuto e una Aria del padre domenicano francese Marin Mersenne (1588-1648) sono combinate sotto il titolo Campanae parisienses in forma tripartita. Come Finale segue una vivace Bergamasca del 1650, che Respighi trovò tra le musiche composte da Bernardo Gianoncelli detto anche Il Bernadello.
Fritz Reiner ha diretto nel 1924 la prima esecuzione assoluta nella Music Hall di Cincinnati.

## Movimenti
- 1. Fabrizio Caroso: Laura soave, Balleto con gagliarda, saltarello e canario (1581). - Andantino - Allegro marcato - Andantino
- 2. Jean-Baptiste Besard: Danza rustica (1617). - Allegretto
- 3. Ignoto, con Marin Mersenne: Campanae parisienses - Aria (sec.XVII) -  Andante mosso - Largo espressivo
- 4. Bernardo Gianoncelli detto Il Bernardello: Bergamasca (1650) - Allegro